# Victor E. Rillieux
Pour les articles homonymes, voir Rillieux.
Victor-Ernest Rillieux ou Victor Earnest Rillieux (né vers 1842 à La Nouvelle-Orléans et mort le 5 décembre 1898) est un auteur-compositeur, poète, dramaturge et homme d'affaires américain.
Créole de couleur (en), aveugle et de langue française, il est connu pour avoir écrit plus que tout autre Louisianais de son époque, bien que peu de ses œuvres subsistent. Il a écrit de nombreux poèmes sur les militants contemporains des droits civiques, dont Ida B. Wells et Pierre Gustave Toutant de Beauregard.
Un des frères de Rillieux est l'inventeur Norbert Rillieux et il est cousin d'Edgar Degas.